# Hatherton (Cheshire)
Hatherton – osada i civil parish w Anglii, w hrabstwie ceremonialnym Cheshire, w dystrykcie (unitary authority) Cheshire East. W 2001 miejscowość liczyła 344 mieszkańców.